# 蕭滴冽
萧滴冽（?—?），遼朝（契丹）将领，字图宁，契丹遥辇鲜质可汗宫人。
重熙初年，遥摄镇国军节度使。重熙六年（1037年），出使北宋。伤脚跛足，不告遂行，辽兴宗大怒。萧滴冽回来后，大杖责处，降为同签南京留守事。遥授静江军节度使，历任群牧都林牙，累迁右夷离毕。有才干著称。辽兴宗西征西夏，李元昊请降。辽兴宗怕他反复无常，派萧滴冽去探查诚意。萧滴冽为元昊陈述祸福，听命后回来了。转任北院枢密副使，出为中京留守，重熙十九年（1050年），迁西京留守。于任上去世。

## 延伸阅读
[在维基数据编辑]
 《遼史·卷95》，出自脱脱《遼史》